# Nicolas Gill
Nicolas Gill (* 24. dubna 1972 Montréal) je bývalý kanadský zápasník – judista, stříbrný a bronzový olympijský medailista z roku 1992 a 2000.

## Sportovní kariéra
S judem začínal v 6 letech v montréalské čtvrti Cartierville v klubu Kano. Od 14 let se vrcholově připravoval v klubu Shidokan pod vedením Hiroshi Nakamury. V kanadské mužské reprezentaci se pohyboval od 17 let ve střední váze do 86 kg. V roce 1992 se kvalifikoval na olympijské hry v Barceloně. V úvodním kole porazil na body (wazari) nebezpečného Nizozemce Bena Spijkerse a ve čtvrtfinále překvapivě vybodoval úřadujícího mistra světa Japonce Hirotaku Okadu. V semifinále však další překvapení nepřipustil obhájce prvenství Polák Waldemar Legień a po porážce na body (yuko) spadl do boje o třetí místo proti Rumunu Adrianu Croitoruovi. Vyrovnaný souboj o třetí místo rozhodl v jeho polovině na ippon technikou tani-otoši.
V roce 1996 statoval na olympijských hrách v Atlantě. Po dobrém nalosování postoupil do čtvrtfinále, kde prohrál po minutě boje s Němcem Markem Spittkou na ippon technikou yoko-guruma. V opravném pavouku se do bojů o medaile neprobojoval a obsadil dělené 7. místo.
Od roku 1997 přestoupil do vyšší polotěžké váhy do 100 kg. Na srpnovém panamerickém mistrovství v mexické Guadalajaře si v úvodním kole vážně poranil koleno a přišel o zbytek sezony. Po plastice vazu se na tatami vrátil v průběhu roku 1998 a až do konce sportovní kariéry ho pravé koleno v přípravě omezovalo. V roce 2000 se kvalifikoval na své třetí olympijské hry v Sydney. Do Sydney přijel ve výborné formě. Jeho spanilou takticko-fyzickou jízdu zastavil až ve finále tehdy téměř neporazitelný Japonec Kósei Inoue. Získal stříbrnou olympijskou medaili. V dalších letech se však stále ozývala jeho bolavá kolena. V roce 2004 prakticky neprodělal přípravu na olympijské hry v Athénách a prohrál v úvodním kole na ippon technikou yoko-otoshi s Italem Michele Montim. Vzápětí ukončil sportovní kariéru. Věnuje se trenérské práci. K jeho nejznámějším žákům patří Antoine Valois-Fortier.

## Výsledky
| Turnaj                  | 1990         | 1991         | 1992         | 1993         | 1994         | 1995         | 1996         | 1997           | 1998           | 1999           | 2000           | 2001           | 2002           | 2003           | 2004           |
| Turnaj                  | 18           | 19           | 20           | 21           | 22           | 23           | 24           | 25             | 26             | 27             | 28             | 29             | 30             | 31             | 32             |
| Turnaj                  | střední váha | střední váha | střední váha | střední váha | střední váha | střední váha | střední váha | polotěžká váha | polotěžká váha | polotěžká váha | polotěžká váha | polotěžká váha | polotěžká váha | polotěžká váha | polotěžká váha |
| ----------------------- | ------------ | ------------ | ------------ | ------------ | ------------ | ------------ | ------------ | -------------- | -------------- | -------------- | -------------- | -------------- | -------------- | -------------- | -------------- |
| Olympijské hry          |              |              | 3.           |              |              |              | 7.           |                |                |                | 2.             |                |                |                | úč.            |
| Mistrovství světa       |              | 7.           |              | 2.           |              | 3.           |              | —              |                | 3.             |                | 7.             |                | 5.             |                |
| Panamerické hry         |              | ?            |              |              |              | 1.           |              |                |                | 1.             |                |                |                | 2.             |                |
| Panamerické mistrovství | 1.           |              | —            |              | 2.           |              | —            | úč.            | 1.             | —              | —              | —              | 1.             | —              | —              |
| Akademické MS           | —            |              |              |              | —            |              | 1.           |                | —              |                | —              |                |                |                |                |
| MS juniorů              | 7.           |              | 2.           |              |              |              |              |                |                |                |                |                |                |                |                |

### Olympijské hry
| Rok      | Kategorie      |  | 1/64                        | 1/32                          | 1/16                          | čtvrtfinále                   | semifinále                 | finále                     |  | o bronz                      | opravy                        | opravy                   | opravy |
| -------- | -------------- |  | --------------------------- | ----------------------------- | ----------------------------- | ----------------------------- | -------------------------- | -------------------------- |  | ---------------------------- | ----------------------------- | ------------------------ | ------ |
| LOH 1992 | střední váha   |  | volný los                   | výhra - waz/hrm B. Spijkers   | výhra - waz/tno Wang Nan      | výhra - waz/? H. Okada        | prohra - yuk/son W. Legień | —                          |  | výhra - 3:16/tno A. Croitoru | —                             | —                        | —      |
| LOH 1996 | střední váha   |  | výhra - 1:42/ (wip) R. Cano | výhra - 1:15/osg A. Ndenguet  | výhra - 4:20/jg L. Villar     | prohra - 1:05/ygu M. Spittka  | —                          | —                          |  | —                            | prohra - 0:05/isn M. Huizinga | výhra - 3:01/jg B. Zanol | —      |
| LOH 2000 | polotěžká váha |  | volný los                   | výhra - 2:38/kke B. Sonnemans | výhra - 1:34/ (wip) P. Soares | výhra - kok/ksk I. Džikurauli | výhra - kok/? S. Traineau  | prohra - 2:09/uma K. Inoue |  | —                            | —                             | —                        | —      |
| LOH 2004 | polotěžká váha |  | volný los                   | prohra - 4:07/yot M. Monti    | —                             | —                             | —                          | —                          |  | —                            | —                             | —                        | —      |